# Isioma Daniel
Isioma Nkemdilim Nkiruka Daniel (sinh năm 1981) là một nhà báo người Nigeria, người đã có bài viết bình luận trên báo chí năm 2002 liên quan đến nhà tiên tri Hồi giáo Muhammad đã châm ngòi cuộc bạo loạn Hoa hậu Thế giới và khiến cô nhận một án fatwa - một sắc lệnh tôn giáo của đạo Hồi.

## Cuộc bạo loạn ở Nigeria năm 2002
Isioma Daniel học báo chí và chính trị ba năm tại Đại học Central Lancashire, cô tốt nghiệp vào mùa hè năm 2001. Công việc đầu tiên của cô là một nhà báo là tại Thisday, một tờ báo quốc gia phát hành hàng ngày có trụ sở tại Lagos. Là một cây viết về thời trang làm đẹp, cô là tác giả của bài bình luận ngày 16 tháng 11 năm 2002 về cuộc thi sắc đẹp Hoa hậu Thế giới sẽ được tổ chức tại Nigeria vào cuối năm đó. Đáp lại phản đối cuộc thi từ phía cộng đồng người Hồi giáo Nigeria, cô đã đưa ra nhận xét như sau:
Theo Daniel, câu ấy đã được thêm vào phút chót; cô nghĩ rằng câu nói chỉ là để  "vui, không có ý gì" và "không nên xem đó là điều mà mọi người phải nghiêm túc hay để ồn ào". Tuy nhiên, điều tội tệ đã đến, khi ấn phẩm được phát hành, cuộc bạo loạn tôn giáo đẫm máu đã giết chết hơn 200, 1.000 người bị thương, 11.000 người bị mất nhà cửa. Các văn phòng Thisday ở Kaduna điều đã bị đốt cháy, bất chấp lời xin lỗi và rút lại bài báo được đăng trên trang nhất.
Daniel đành phải rời khỏi tờ báo một ngày sau khi bài báo của cô đăng lên. Sau đó, sợ hãi trước sự an toàn của mình và lo lắng về cuộc thẩm vấn sắp xảy ra của an ninh nhà nước Nigeria, cô đã rời khỏi đất nước đến Bénin.
Vào ngày 26 tháng 11 năm 2002, chính phủ Hồi giáo của Nhà nước Zamfara đã ban hành một án fatwa truy nã tử hình Isioma Daniel; theo lời của phó thống đốc Zamfara Mamuda Aliyu Shinkafi, sau đó được phát trên đài phát thanh địa phương:
"Như vụ Salman Rushdie, máu của Isioma Daniel sẽ phải đỗ xuống. Tất cả người Hồi giáo bất cứ nơi đâu phải tìm và giết chết cô ta như một nghĩa vụ tôn giáo."
Trong khi đó chính phủ Nigeria tố cáo phán quyết là "vi hiến" và "không có hiệu lực", các nhà lãnh đạo Hồi giáo bị chia rẽ về tính hợp lệ của nó, một số người cho rằng việc tờ báo rút lại và xin lỗi sau đó có nghĩa là fatwa không phù hợp. Điều này dẫn đến việc Lateef Adegbite, Tổng thư ký Hội đồng Hồi giáo tối cao Nigeria, đã nhanh chóng từ chối án tử hình vì Daniel không phải là người Hồi giáo và tờ báo đã xin lỗi công khai.

## Lưu vong ở Châu Âu
Isioma Daniel cuối cùng đã phải sống lưu vong ở châu Âu, việc tái định cư được hướng dẫn bởi Ủy ban Bảo vệ các Nhà báo và Tổ chức Ân xá Quốc tế.